# سكوربين (فئة غواصة)
الغواصات من فئة سكوربين (بالفرنسية: Scorpène وتعني عقرب البحر)‏ هي غواصات هجومية تقليدية تعمل بالديزل والكهرباء، تم تطويرها بواسطة الشركة الفرنسية دي سي إن إس (نافال جروب حالياً) بالتعاون مع الشركة الإسبانية نافانتيا. وتدعي نافال جروب أن الغواصات سكوربين -بشبحيتها وسهولة المناورة بها- تضع معايير جديدة في كلاً من أعالي البحار والمياه الضحلة. والغواصات من هذه الفئة شبحية ومستقلة بشكل كبير، بفضل نظام دفع لاهوائي (AIP) من الجيل الثالث، والذي يمنحها 18 يومًا من الاستقلالية في البحر.

## التصميم والتطوير
تصميم هيكل سكوربين يمثل نسخة الديزل-كهرباء من الغواصات الهجومية من فئة أميثيست Amethyste التي تعمل بالطاقة النووية. وقد تم تقليص حجم هذا التصميم عن نسخة الطاقة النووية. شكل الهيكل نفسه مستوحى من هيئة سمكة التونة البيضاء Albacore ذو الكفاءة الهيدروديناميكية، مع قسم موازٍ ممتد لمنتصف الغواصة وقوس دائري. شكل المؤخرة ممدود ويتميز بسطوح مائية مثبتة على زعانف وسطوح خلفية على شكل "+".
أما داخلياً، فالتصميم تقليدي جداً، ومكون من طابقين. تقع أماكن الإقامة في الطابق العلوي، بينما يقبع محرك الديزل والبطاريات في الطابق السفلي.
أنابيب الطوربيد متجهة للأمام، وتطلق من خلال القوس، مع صفيفات السونار في موضع الذقن أسفل الأنابيب. تتسع السفينة لعدد 31 فرداً، مع فريق مراقبة قياسي مكون من تسعة أفراد. تم تركيب غرفة التحكم والمعيشة على منصة عائمة معزولة صوتيًا ومدعومة بمرونة. جميع مناطق المعيشة والتشغيل مكيفة الهواء. كما تحتوي الغواصة أيضًا على مساحة لستة أسرّة إضافية قابلة للطي لطاقم العمليات الخاصة.

### الدفع اللاهوائي AIP
أعلنت نافال جروب أنها حققت طفرة مع نظام الدفع اللاهوائي للغواصة والخاص بها من الفئة FC2G. وعرضت الشركة دورية مغمورة لمدة 18 يوماً تمثل ظروف التشغيل. يتألف المظام من وحدة معبأة كقسم مخصص لهيكل يبلغ طوله حوالي 8 أمتار ومناسب للغواصات حديثة البناء أو برامج التحديث.

وعلى الرغم من أن FC2G تعني «خلية وقود من الجيل الثاني Fuel Cell 2nd Generation» إلا أن هذا النظام في الوقت الحالي، والذي تستخدمه نافال جروب في غواصاتها، ينتمي إلى الجيل الثالث من أنظمة الدفع اللاهوائ. ويمكن إيجاز الفوارق بين الأجيال الثلاثة من أنظمة دفع لاهوائي فيما يلي:
- أنظمة الجيل الأول تعتمد على عملية احتراق الوقود «دفع لاهوائي احتراق»، مثل: نظام دفع لاهوائي دورة البخار، نظام دفع لاهوائي محرك ستيرلينج.
- أنظمة الجيل الثاني تعتمد على خلايا الوقود وتخزين الهيدروجين، مثل: نظام دفع لاهوائي خلايا وقود الهيدريدات.
- أنظمة الجيل الثالث تعتمد على خلايا الوقود وإنتاج الهيدروجين عند الطلب، مثل: نظام دفع لاهوائي خلايا الوقود الإصلاحية للوقود. كمنظومة (FC2G)[5]

### منظومة إدارة القتال
ابتكرت نافال جروب منظومة إدرة قتالية للغواصات باسم سبتكس SUBITCS كنظام قتالي متكامل للغواصات القوية والقابلة للتطوير.

وقد شهدت منظومة إدارة القتال سبتكس أول تطبيق لها على الغواصة أجوستا لتابعة للبحرية الباكستانية. ثم تلاها البحرية التشيلية والماليزية والهندية والبرازيلية بالتطبيق على الغواصات المختلفة من الفئة سكوربين. تم تطبيق سبتكس لبرامج التحديث، بما في ذلك غواصات البحرية السنغافورية A12 وA17 بالإضافة إلى منصات البحرية التشيلية تايب 209 (209/1400)والإكوادورية تايب 209 (209/1300).
تقترح نافال جروب حالياً تصميماتها للغواصات التقليدية من الفئات سكوربين وشورتفين باراكودا، في مختلف المناقصات الدولية -بما في ذلك بولندا والهند وهولندا- بنظام قتالي قادر على إدارة مجموعة من الأسلحة (متضمناً صواريخ كروز وتقديم عمليات بمنحى شبكي مركزي).

وتقدم نافال جروب المنظومة سبتيكس، باعتبارها منظومة القتال الجاهزة لمواجهة التحديات التقنية المستقبلية بما فيها التهديدات السيبرانية الآخذة في الارتفاع، وكذلك تعدد الهجمات، والنواقل، والأهداف.

### التسليح والمهام
تتميز كل غواصة من فئة سكوربين الأساسية بستة أنابيب طوربيد بقطر 533 ملم، مع تسليح متنوع مابين الطوربيدات والألغام والصواريخ.

وتتوافق أنابيب طوربيد سكوربين مع طوربيدات إف-17 وبلاك شارك ومارك-48، وكذلك مع صواريخ إكسوسيت.

يمكن لهذه الغواصات أداء مهام مكافحة الغواصات، ومكافحة سفن السطح، وعمليات الاستطلاع وجمع المعلومات الاستخباراتية، وزرع الألغام ومهام العمليات الخاصة.

## تسرب معلومات

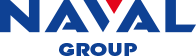

في النصف الثاني من شهر أغسطس 2016، صرحت شركة المقاولات البحرية الفرنسية دي سي إن إس (نافال جروب حالياً) أنها ربما تكون ضحية «حرب اقتصادية»، وذلك بعد تسريب أسرار حول غواصات سكوربين التي يتم بناؤها في الهند. وقعت المعلومات المسربة في 22400 صفحة، وتضمنت معلومات مفصلة حول قدرات الغواصة القتالية، ومعلومات أخرى حول شبحيتها وبعض المعايير الأخرى.. 

وعلى الرغم من كل المعلومات المسربة، نُقل عن قائد البحرية الهندية وقتها -الأدميرال سونيل لانبا- قوله بأن التسريبات يُنظر إليها «بجدية بالغة»، لكنها «ليست مصدر قلق كبير».

## نسخ مختلفة

خططت دي سي إن إس (نافال جروب حالياً) من البداية لثلاث نسخ رئيسية من الفئة سكوربين:

الأولى: سكوربين الأساسية Scorpène Basic هي النسخة الأساسية من الغواصة سكوربين بدفع تقليدي من الديزل/كهرباء.

الثانية: سكوربين الأساسية مع الدفع اللاهوائي Scorpène Basic-AIP وهي تمتاز بمواصفات النسخة الأساسية علاوة علة ى تزودها بمنظومة دفع لاهوائي لتحسين قدرتها على التحمل.

الثالثة: سكورين المدمجة Scorpène Compact (ملغاة) وهي نسخة ذات تصميم مثالي للعمليات في المياه الساحلية، حيث تم تقصير بدن هذه الغواصة مقارنة بغواصات النسخ الأخرى من سكوربين. ويضمن هذا الهيكل القصير تحسين القدرة على المناورة، بالإضافة إلى ميزات التخفي المحسنة. وتتضمن منظومة الدفع بهذه النسخة أيضاً، نظام دفع لاهوائي، حسث يستخدم محرك الديزل للدفع السطحي، ومنظومة الدفع اللاهوائي للدفع الرئيسي تحت الماء، أما دفع الديزل/كهرباء فيمنح المنصة المزيد من المرونة.

## مشغلين
تشيلي
تمتلك تشيلي غواصتين هجوميتين من طراز سكوربين من نسخة يبلغ طول غواصاتها 61.7 مترًا وعرضها 6.2 متراً. وقد تم تطوير وبناء الغواصتين بشكل مشترك من قبل شركة بناء السفن الإسبانية نافانتيا، والشركة الفرنسية نافال جروب. وتم بناء الغواصة أوهيجينز SS-23 في حوض بناء السفن دي سي إن (نافال جروب حالياً)في شيربورج بفرنسا، وتم الحاقها بالخدمة في عام 2005. بينما قامت نافانتيا ببناء الغواصة كاريرا SS-22 في حوض بناء السفن الخاص بها في قرطاجنة بأسبانيا، ودخلت الخدمة في عام 2006.
 ماليزيا
وقعت البحرية الملكية الماليزية عقداً لشراء غواصتين من طراز سكوربين في يونيو 2002. تم تدشين الأولى «كيه دي تونكو عبد الرحمن KD Tunku Abdul Rahman» في شيربورج في أكتوبر 2007. وتم تسليمها في يناير 2009 في تولون ووصلت إلى ماليزيا في سبتمبر 2009. تم تدشين الثانية «تون رزاق Tun Razak» في نافانتيا بقرطاجنة في أكتوبر 2008 ودخلت الخدمة في عام 2009. قامت نافال جروب ببناء أقسام القوس، بينما قامت تافانتيا ببناء الأقسام الخلفية. وقد تم تعديل الغواصات الماليزية من طراز سكوربين لتعزيز قدرتها على العمل في المياه الأكثر دفئاً والأعلى ملوحة، في جنوب شرق آسيا. وفي حين أن هذه الغواصات تشبه غيرها من فئتها، إلا أنها لا تمتلك أنظمة الدفع اللاهوائي الموجودة في الطرز الأكثر تقدمًا.

يبلغ طول غواصات هذه النسخة 66.4 متراً وعرضها 6.2 متراً.
 الهند

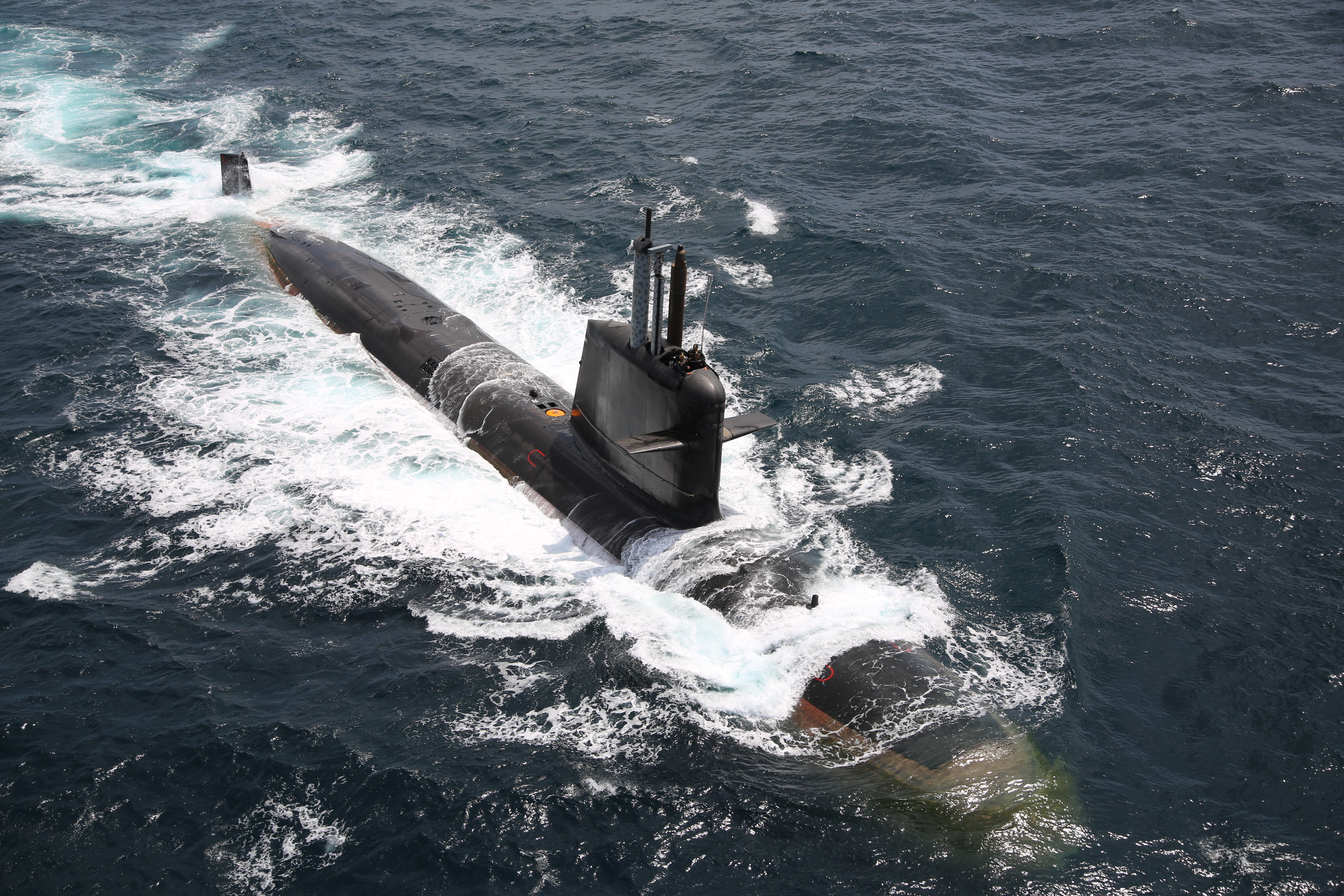
الغواصة الهندية كالفاري إحدى نسخ سكوربين

في عام 2005، اختارت الهند تصميم سكوربين لشراء ست غواصات مقابل 3 مليارات دولار (500 مليون دولار لكل غواصة). وبموجب اتفاقية نقل التكنولوجيا، كان من المقرر أن تقوم شركة أحواض مازاجون المملوكة للدولة في مومباي بتصنيع الغواصات وتسليمها بين عامي 2012 و2016، ولكن المشروع تأخر ستة أعوام عن الموعد المحدد. 

بدأت عملية بناء الغواصات في 23 مايو 2009. ودخلت الغواصة كالفاري -أولى غواصات النسخة الهندية- في خدمة البحرية الهندية في ديسمبر 2017. وذلك بعد تجارب بحرية مكثفة.

ويبلغ طول الغواصة من هذه النسخة 67.5 متراً

وتتمثل مهمة شركة نافال جروب الهند الفرعية Naval Group India -والتي تأسست في سبتمبر 2008- في دعم وتوطين صناعة المعدات الخاصة بالغواصة سكوربين، وتطوير نظام الدفاع البيئي الهندي، وذلك بالإضافة إلى تطوير خدمات التصميم في الهند مع مهندسين هنود.
 البرازيل

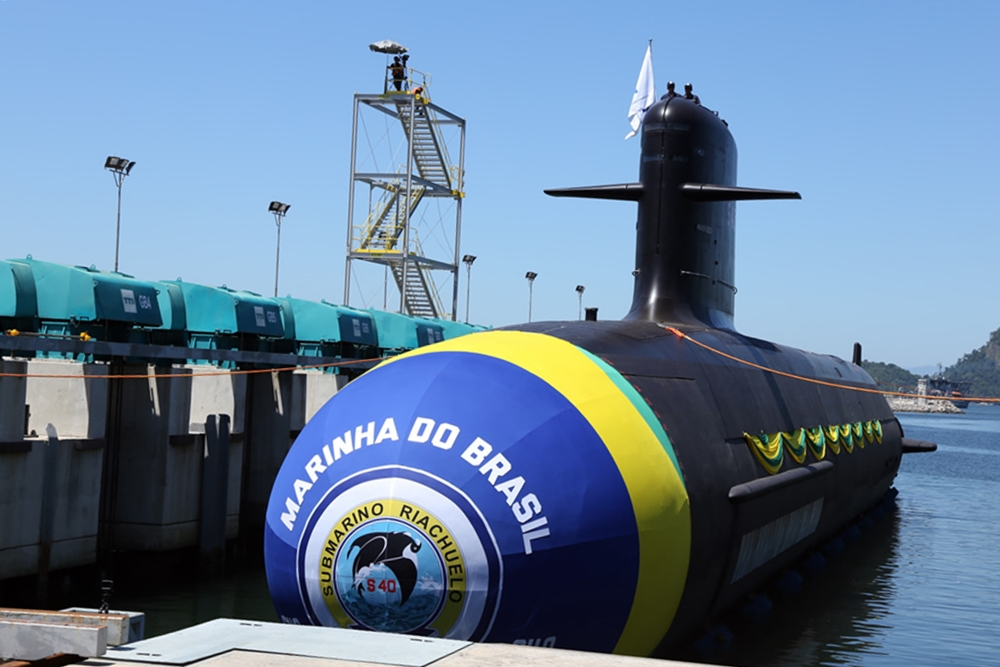
تدشين الغواصة البرازيلية رياتشويلو من فئة سكوربين

في عام 2009، تعاقدت البرازيل على أربع غواصات سكوربين -بحجم أكبر- مقابل 9.9 مليار دولار أمريكي، وباتفاقية نقل للتكنولوجيا واتفاقية أخرى لتطوير غواصة فرنسية/برازيلية تعمل بالطاقة النووية. تم تسمية فئة الغواصة البرازيلية باسم «رياتشويلو Riachuelo»، وبدأ الفرنسيين في بناء أول غواصة من الفئة (الغواصة S-40) في شيربورج بتاريخ 27 مايو 2010، وقام البرازيليون بتجميعه في حوض بناء السفن التابع للبحرية البرازيلية في سيبيتيبا فيما بعد.

طول غواصات هذه النسخة يصل إلى 72 متراً

## روابط خارجية
- غواصة سكوربين بدفع لاهوائي
- منظومة الإدارة القتالية للغواصات سبتيكس SUBTICS
- نظام الدفع الاهوائيAIP لنافال جروب